# 2020年東京オリンピックのサッカー競技・アジア予選
2020年東京オリンピックのサッカー競技・アジア予選（2020ねんとうきょうオリンピックのサッカーきょうぎ・アジアよせん）では、2020年東京オリンピックのサッカー競技におけるアジア予選（アジアサッカー連盟=AFC）について述べる。
本記事では女子のアジア予選を詳述する。男子のアジア予選についてはAFC U-23選手権2020を参照。

## 大会方式
大会方式は以下の通り。
出場枠
日本は開催国枠で出場できるため、当予選には出場しない。それ以外にアジアから2チームが出場できる。
予選一部免除チーム
出場チームのうち、ランキング（基準不詳）1位から5位のチーム（オーストラリア・北朝鮮・韓国・中国・タイ）は3次予選から、6位・7位のチーム（ベトナム・ウズベキスタン）は2次予選から出場する。
1次予選
出場18チームを4または5チームずつの4組に分け、それぞれ対戦を行う。各組上位2チームと、各組3位チームのうち成績上位2チーム、計10チームが2次予選に進出する（なお10月19日の発表では、各組上位1チームと、各組2位チームのうち成績上位2チーム、計6チームが2次予選に進出するとされていた）。
2次予選
1次予選からの勝ち上がり10チームと、2次予選から出場の2チーム、計12チームを4チームずつの3組に分けて対戦を行う。各組1位チームが3次予選に進出する。
3次予選
2次予選からの勝ち上がり3チームと、3次予選から出場の5チーム、計8チームを4チームずつの2組に分け、それぞれ対戦を行う。各組上位2チームがプレーオフに進出する。
プレーオフ
進出した4チームが2チームずつに分かれてホーム・アンド・アウェーで対戦し、勝利したチームがオリンピック出場権を得る。

### 順位決定方式
1次予選から3次予選においては、以下の優先順位により順位を付ける。
1. 勝ち点
2. 総当たり全試合での得失点差
3. 総当たり全試合での総得点
4. 国際サッカー連盟（FIFA）による抽選

プレーオフでは、2試合の合計得点・アウェーゴール数がともに並んだ場合は延長戦を行うが、延長戦の得点に対してもアウェーゴールルールを適用する（延長戦の得点が1-1以上の同点であれば、延長戦を行った際のアウェーのチームが勝利となる）。

## 1次予選
1次予選の組み合わせ抽選は2018年8月2日に行われた。組み合わせと試合日程は以下の通り。

### グループA
全試合ギッサールセントラルスタジアム（ タジキスタン・ギッサール）で開催。
| 順 | チーム               | 試 | 勝 | 分 | 敗 | 得 | 失 | 差  | 点 | 出場権        |
| -- | -------------------- | -- | -- | -- | -- | -- | -- | --- | -- | ------------- |
| 1  | チャイニーズタイペイ | 4  | 4  | 0  | 0  | 33 | 0  | +33 | 12 | 2次予選に出場 |
| 2  | フィリピン           | 4  | 3  | 0  | 1  | 17 | 7  | +10 | 9  | 2次予選に出場 |
| 3  | タジキスタン         | 4  | 2  | 0  | 2  | 11 | 13 | −2  | 6  |               |
| 4  | モンゴル             | 4  | 0  | 1  | 3  | 4  | 20 | −16 | 1  |               |
| 5  | シンガポール         | 4  | 0  | 1  | 3  | 2  | 27 | −25 | 1  |               |

| 2018年11月4日 |

| シンガポール | 0 - 9    | フィリピン |
|              | レポート |            |

|  |

| 2018年11月4日 |

| モンゴル | 1 - 4    | タジキスタン |
|          | レポート |              |

|  |

| 2018年11月6日 |

| タジキスタン | 0 - 9    | チャイニーズタイペイ |
|              | レポート |                      |

|  |

| 2018年11月6日 |

| モンゴル | 2 - 2    | シンガポール |
|          | レポート |              |

|  |

| 2018年11月8日 |

| チャイニーズタイペイ | 9 - 0    | モンゴル |
|                      | レポート |          |

|  |

| 2018年11月8日 |

| フィリピン | 3 - 1    | タジキスタン |
|            | レポート |              |

|  |

| 2018年11月11日 |

| フィリピン | 5 - 1    | モンゴル |
|            | レポート |          |

|  |

| 2018年11月11日 |

| シンガポール | 0 - 10   | チャイニーズタイペイ |
|              | レポート |                      |

|  |

| 2018年11月13日 |

| タジキスタン | 6 - 0    | シンガポール |
|              | レポート |              |

|  |

| 2018年11月13日 |

| チャイニーズタイペイ | 5 - 0    | フィリピン |
|                      | レポート |            |

|  |

### グループB
全試合Institute of Physical Education Stadium（ タイ・チョンブリー）で開催。
| 順 | チーム   | 試 | 勝 | 分 | 敗 | 得 | 失 | 差  | 点 | 出場権        |
| -- | -------- | -- | -- | -- | -- | -- | -- | --- | -- | ------------- |
| 1  | イラン   | 2  | 1  | 1  | 0  | 9  | 1  | +8  | 4  | 2次予選に出場 |
| 2  | 香港     | 2  | 1  | 1  | 0  | 5  | 1  | +4  | 4  | 2次予選に出場 |
| 3  | レバノン | 2  | 0  | 0  | 2  | 0  | 12 | −12 | 0  |               |

※マカオとアラブ首長国連邦はグループBに組み込まれていたものの、出場を辞退した（AFCの試合予定からチーム名が削除されている）。なおマカオは予選を勝ち抜いたとしてもオリンピックには出場できなかった（マカオオリンピック委員会が国際オリンピック委員会（IOC）に未加盟であるため）。
| 2018年11月8日 |

| イラン | 8 - 0    | レバノン |
|        | レポート |          |

|  |

| 2018年11月11日 |

| レバノン | 0 - 4    | 香港 |
|          | レポート |      |

|  |

| 2018年11月13日 |

| イラン | 1 - 1    | 香港 |
|        | レポート |      |

|  |

### グループC
全試合トゥウンナ・スタジアム（ ミャンマー・ヤンゴン）で開催。
| 順 | チーム         | 試 | 勝 | 分 | 敗 | 得 | 失 | 差  | 点 | 出場権        |
| -- | -------------- | -- | -- | -- | -- | -- | -- | --- | -- | ------------- |
| 1  | ミャンマー     | 3  | 2  | 1  | 0  | 8  | 2  | +6  | 7  | 2次予選に出場 |
| 2  | インド         | 3  | 1  | 1  | 1  | 9  | 4  | +5  | 4  | 2次予選に出場 |
| 3  | ネパール       | 3  | 0  | 3  | 0  | 3  | 3  | 0   | 3  | 2次予選に出場 |
| 4  | バングラデシュ | 3  | 0  | 1  | 2  | 2  | 13 | −11 | 1  |               |

| 2018年11月8日 |

| ミャンマー | 5 - 0    | バングラデシュ |
|            | レポート |                |

|  |

| 2018年11月8日 |

| インド | 1 - 1    | ネパール |
|        | レポート |          |

|  |

| 2018年11月11日 |

| バングラデシュ | 1 - 7    | インド |
|                | レポート |        |

|  |

| 2018年11月11日 |

| ネパール | 1 - 1    | ミャンマー |
|          | レポート |            |

|  |

| 2018年11月13日 |

| ミャンマー | 2 - 1    | インド |
|            | レポート |        |

|  |

| 2018年11月13日 |

| ネパール | 1 - 1    | バングラデシュ |
|          | レポート |                |

|  |

### グループD
全試合ファイサル・フサイニー国際スタジアム（ パレスチナ・アッ＝ラーム）で開催。
| 順 | チーム       | 試 | 勝 | 分 | 敗 | 得 | 失 | 差  | 点 | 出場権        |
| -- | ------------ | -- | -- | -- | -- | -- | -- | --- | -- | ------------- |
| 1  | ヨルダン     | 3  | 3  | 0  | 0  | 16 | 0  | +16 | 9  | 2次予選に出場 |
| 2  | インドネシア | 3  | 1  | 1  | 1  | 4  | 5  | −1  | 4  | 2次予選に出場 |
| 3  | パレスチナ   | 3  | 1  | 1  | 1  | 3  | 9  | −6  | 4  | 2次予選に出場 |
| 4  | モルディブ   | 3  | 0  | 0  | 3  | 2  | 11 | −9  | 0  |               |

| 2018年11月8日 |

| ヨルダン | 6 - 0    | モルディブ |
|          | レポート |            |

|  |

| 2018年11月8日 |

| インドネシア | 1 - 1    | パレスチナ |
|              | レポート |            |

|  |

| 2018年11月11日 |

| モルディブ | 1 - 3    | インドネシア |
|            | レポート |              |

|  |

| 2018年11月11日 |

| パレスチナ | 0 - 7    | ヨルダン |
|            | レポート |          |

|  |

| 2018年11月13日 |

| ヨルダン | 3 - 0    | インドネシア |
|          | レポート |              |

|  |

| 2018年11月13日 |

| パレスチナ | 2 - 1    | モルディブ |
|            | レポート |            |

|  |

## 2次予選
2次予選の組み合わせ抽選は2019年2月13日に行われた。方式は以下の通り。
- ポット分け（下記の表を参照）は、2018年12月7日発表のFIFA女子ランキングに基づく。なおランキング外であったウズベキスタンはポット分けでは最下位と扱う。
- 開催国として立候補しているチーム（下記の表の◆印）は別のグループに割り振る。
- 対戦順序は1日目が「ポット1-4とポット2-3」、2日目が「ポット4-2とポット3-1」、3日目が「ポット1-2とポット3-4」とあらかじめ定められている。

| ポット1                                                        | ポット2                                     | ポット3                                           | ポット4                                                               |
| -------------------------------------------------------------- | ------------------------------------------- | ------------------------------------------------- | --------------------------------------------------------------------- |
| - ベトナム (35) - チャイニーズタイペイ (40) - ミャンマー◆ (44) | - ヨルダン (52) - イラン (60) - インド (62) | - フィリピン (74) - 香港 (77) - インドネシア (84) | - パレスチナ◆ (106) - ネパール (108) - ウズベキスタン◆ (ランキング外) |

### グループA
開催地： ミャンマー
| 順 | チーム       | 試 | 勝 | 分 | 敗 | 得 | 失 | 差 | 点 | 出場権        |
| -- | ------------ | -- | -- | -- | -- | -- | -- | -- | -- | ------------- |
| 1  | ミャンマー   | 3  | 2  | 1  | 0  | 12 | 4  | +8 | 7  | 3次予選に出場 |
| 2  | インド       | 3  | 2  | 1  | 0  | 8  | 4  | +4 | 7  |               |
| 3  | ネパール     | 3  | 1  | 0  | 2  | 4  | 7  | −3 | 3  |               |
| 4  | インドネシア | 3  | 0  | 0  | 3  | 1  | 10 | −9 | 0  |               |

| 2019年4月3日 |

| ミャンマー | 3 - 1    | ネパール |
|            | レポート |          |

| マンダラーティエリー競技場, マンダレー |

| 2019年4月3日 |

| インド | 2 - 0    | インドネシア |
|        | レポート |              |

| マンダラーティエリー競技場, マンダレー |

| 2019年4月6日 |

| ネパール | 1 - 3    | インド |
|          | レポート |        |

| マンダラーティエリー競技場, マンダレー |

| 2019年4月6日 |

| インドネシア | 0 - 6    | ミャンマー |
|              | レポート |            |

| マンダラーティエリー競技場, マンダレー |

| 2019年4月9日 |

| ミャンマー | 3 - 3    | インド |
|            | レポート |        |

| マンダラーティエリー競技場, マンダレー |

| 2019年4月9日 |

| インドネシア | 1 - 2    | ネパール |
|              | レポート |          |

| バトゥー・スタジアム, マンダレー |

### グループB
開催地： ウズベキスタン
| 順 | チーム         | 試 | 勝 | 分 | 敗 | 得 | 失 | 差 | 点 | 出場権        |
| -- | -------------- | -- | -- | -- | -- | -- | -- | -- | -- | ------------- |
| 1  | ベトナム       | 3  | 3  | 0  | 0  | 6  | 2  | +4 | 9  | 3次予選に出場 |
| 2  | ウズベキスタン | 3  | 2  | 0  | 1  | 8  | 3  | +5 | 6  |               |
| 3  | ヨルダン       | 3  | 0  | 1  | 2  | 0  | 4  | −4 | 1  |               |
| 4  | 香港           | 3  | 0  | 1  | 2  | 2  | 7  | −5 | 1  |               |

| 2019年4月3日 |

| ベトナム | 2 - 1    | ウズベキスタン |
|          | レポート |                |

| ロコモティフ・スタジアム, タシュケント |

| 2019年4月3日 |

| ヨルダン | 0 - 0    | 香港 |
|          | レポート |      |

| Transportation Institute Stadium, タシュケント |

| 2019年4月6日 |

| ウズベキスタン | 2 - 0    | ヨルダン |
|                | レポート |          |

| ロコモティフ・スタジアム, タシュケント |

| 2019年4月6日 |

| 香港 | 1 - 2    | ベトナム |
|      | レポート |          |

| Transportation Institute Stadium, タシュケント |

| 2019年4月9日 |

| ベトナム | 2 - 0    | ヨルダン |
|          | レポート |          |

| Transportation Institute Stadium, タシュケント |

| 2019年4月9日 |

| 香港 | 1 - 5    | ウズベキスタン |
|      | レポート |                |

| ロコモティフ・スタジアム, タシュケント |

### グループC
開催地： カタール
- 当初は パレスチナで開催の予定であったものの、イラン人がパレスチナへの入国を禁じられていることを踏まえ、AFCが開催地の変更を認めた[11]。

| 順 | チーム               | 試 | 勝 | 分 | 敗 | 得 | 失 | 差  | 点 | 出場権        |
| -- | -------------------- | -- | -- | -- | -- | -- | -- | --- | -- | ------------- |
| 1  | チャイニーズタイペイ | 3  | 3  | 0  | 0  | 11 | 3  | +8  | 9  | 3次予選に出場 |
| 2  | フィリピン           | 3  | 2  | 0  | 1  | 11 | 4  | +7  | 6  |               |
| 3  | イラン               | 3  | 1  | 0  | 2  | 10 | 6  | +4  | 3  |               |
| 4  | パレスチナ           | 3  | 0  | 0  | 3  | 0  | 19 | −19 | 0  |               |

| 2019年4月3日 |

| チャイニーズタイペイ | 3 - 0    | パレスチナ |
|                      | レポート |            |

| サウード・ビン・アブドゥルラフマン・スタジアム, アル＝ワクラ |

| 2019年4月3日 |

| イラン | 0 - 2    | フィリピン |
|        | レポート |            |

| グランド・ハマド・スタジアム, ドーハ |

| 2019年4月6日 |

| パレスチナ | 0 - 9    | イラン |
|            | レポート |        |

| サウード・ビン・アブドゥルラフマン・スタジアム, アル＝ワクラ |

| 2019年4月6日 |

| フィリピン | 2 - 4    | チャイニーズタイペイ |
|            | レポート |                      |

| グランド・ハマド・スタジアム, ドーハ |

| 2019年4月9日 |

| チャイニーズタイペイ | 4 - 1    | イラン |
|                      | レポート |        |

| グランド・ハマド・スタジアム, ドーハ |

| 2019年4月9日 |

| フィリピン | 7 - 0    | パレスチナ |
|            | レポート |            |

| サウード・ビン・アブドゥルラフマン・スタジアム, アル＝ワクラ |

## 3次予選
3次予選は 韓国（済州島）ならびに 中国が開催地となる予定。2020年2月3日 - 2月9日に開催の予定。（ただし後述の通り、中国開催分は オーストラリアに振り替えられたうえで日程も変更された。）
組み合わせ抽選は2019年10月18日に行われた。方式は以下の通り。
- ポット分け（下記の表を参照）は、2019年9月27日発表のFIFA女子ランキングに基づく[13]。
- 開催国として立候補しているチーム（下記の表の◆印）は別のグループに割り振る[15]（ただし、これらのチームは同一のポットに入ったため、特別な措置は取られなかった）。
- 対戦順序は1日目が「ポット1-4とポット2-3」、2日目が「ポット4-2とポット3-1」、3日目が「ポット1-2とポット3-4」とあらかじめ定められている[15]。

| ポット1                           | ポット2                             | ポット3                     | ポット4                                       |
| --------------------------------- | ----------------------------------- | --------------------------- | --------------------------------------------- |
| - オーストラリア (8) - 北朝鮮 (9) | - 中華人民共和国◆ (16) - 韓国◆ (20) | - ベトナム (34) - タイ (39) | - チャイニーズタイペイ (40) - ミャンマー (45) |

### グループA
開催地： 韓国
 北朝鮮は出場を辞退した。
| 順 | チーム     | 試 | 勝 | 分 | 敗 | 得 | 失 | 差  | 点 | 出場権           |
| -- | ---------- | -- | -- | -- | -- | -- | -- | --- | -- | ---------------- |
| 1  | 韓国       | 2  | 2  | 0  | 0  | 10 | 0  | +10 | 6  | プレーオフに出場 |
| 2  | ベトナム   | 2  | 1  | 0  | 1  | 1  | 3  | −2  | 3  | プレーオフに出場 |
| 3  | ミャンマー | 2  | 0  | 0  | 2  | 0  | 8  | −8  | 0  |                  |

| 2020年2月3日 19:00 UTC+9 |

| ミャンマー | 0 - 7    | 韓国                                                                                     |
|            | レポート | 池笑然 6分 (PK), 52分 · Lee So-Dam 37分 · Park Yee-Un 53分, 71分 · Yeo Min-Ji 81分, 89分 |

| 済州ワールドカップ競技場, 西帰浦 |

| 2020年2月6日 19:00 UTC+9 |

| ベトナム             | 1 - 0    | ミャンマー |
| Ngân Thị Vạn Sự 62分 | レポート |            |

| 済州ワールドカップ競技場, 西帰浦 |

| 2020年2月9日 15:00 UTC+9 |

| 韓国                                               | 3 - 0    | ベトナム |
| Jang Sel-Gi 23分 · Choo Hyo-Joo 53分 · 池笑然 83分 | レポート |          |

| 済州ワールドカップ競技場, 西帰浦 |

### グループB
開催地： オーストラリア
| 順 | チーム               | 試 | 勝 | 分 | 敗 | 得 | 失 | 差  | 点 | 出場権           |
| -- | -------------------- | -- | -- | -- | -- | -- | -- | --- | -- | ---------------- |
| 1  | オーストラリア       | 3  | 2  | 1  | 0  | 14 | 1  | +13 | 7  | プレーオフに出場 |
| 2  | 中華人民共和国       | 3  | 2  | 1  | 0  | 12 | 2  | +10 | 7  | プレーオフに出場 |
| 3  | チャイニーズタイペイ | 3  | 1  | 0  | 2  | 1  | 12 | −11 | 3  |                  |
| 4  | タイ                 | 3  | 0  | 0  | 3  | 1  | 13 | −12 | 0  |                  |

| 2020年2月3日 19:30 UTC+11 |

| タイ | 0 - 1    | チャイニーズタイペイ |
|      | レポート | 丁旗 19分            |

| キャンベルタウン・スタジアム, キャンベルタウン |

| 2020年2月7日 16:30 UTC+11 |

| 中華人民共和国                                               | 6 - 1    | タイ                 |
| 李影 6分, 66分 · 張馨 11分 · 王珊珊 41分 · 唐佳麗 45分, 51分 | レポート | Silawan Intamee 80分 |

| キャンベルタウン・スタジアム, キャンベルタウン |

| 2020年2月7日 19:30 UTC+11 |

| オーストラリア                                                                      | 7 - 0    | チャイニーズタイペイ |
| フォード 10分, 24分, 38分 · キャトレイ 31分 · ラソ 54分 · カー 64分 · ゴリー 90+2分 | レポート |                      |

| キャンベルタウン・スタジアム, キャンベルタウン |

| 2020年2月10日 16:30 UTC+11 |

| チャイニーズタイペイ | 0 - 5    | 中華人民共和国                                           |
|                      | レポート | 唐佳麗 5分 · 呉海燕 25分 · 王珊珊 26分, 30分 · 李影 34分 |

| キャンベルタウン・スタジアム, キャンベルタウン |

| 2020年2月10日 19:30 UTC+11 |

| タイ | 0 - 6    | オーストラリア                                                          |
|      | レポート | ファン・エグモンド 44分, 45+4分, 70分 · サイモン 67分, 73分 · ラソ 71分 |

| キャンベルタウン・スタジアム, キャンベルタウン |

| 2020年2月13日 19:30 UTC+11 |

| オーストラリア            | 1 - 1    | 中華人民共和国 |
| ファン・エグモンド 90+2分 | レポート | 唐佳麗 86分    |

| ウェスタン・シドニー・スタジアム, パラマタ |

#### 3次予選グループBの開催地・日程の変更
- 当初は中国・武漢市が開催地と発表されていたものの、同市を中心とした感染性肺炎の流行を受け[18][19]、2020年1月22日に試合開催日はそのままに会場を中国・南京市の江寧足球訓練基地に変更すると発表された[20]。
- さらにその後の1月26日、中国サッカー協会が同国での開催を断念、協議の結果開催地をオーストラリア・シドニーに変更することが発表された[21][22]。
- 1月29日にオーストラリアサッカー連盟が日時・会場を発表。日程は当初の予定通りの2月3日 - 2月9日で、会場はシドニー都市圏の2会場が用いられることとされた[23]。
- さらに1月31日にオーストラリアサッカー連盟は、中国代表の選手が経過観察のため2月5日まで隔離される予定であることを踏まえ[24]、中国代表の試合を2月6日から12日とする日程変更を行うと発表した[25]。
- 2月2日にオーストラリアサッカー連盟は、2月6日・2月9日に開催予定であった試合を1日遅らせること、また2月12日に開催予定であった試合は1日遅らせる可能性があることを発表した（これにより会場も変更された）[26]。2月5日にオーストラリアサッカー連盟は、2月12日に開催予定であった試合を1日遅らせて2月13日に開催すると発表した[27]。

## プレーオフ
日程は以下の通り。2020年2月21日にAFCが会場を発表した。
プレーオフにおいて中国は、新型コロナウイルスの流行に伴う出入国制限の問題からホームゲームを中国国外で開催することを検討しており、オーストラリアを代替開催地として申請していた（他に検討されていた代替開催国の候補としては日本やタイもあった） 。なお3次予選でオーストラリアに入国した中国の選手は、3次予選終了後も引き続きオーストラリアに滞在していた。これを受けて2020年2月21日の発表では、韓国のホームゲームは龍仁市の龍仁市民運動公園、中国のホームゲームはオーストラリア・キャンベルタウンのキャンベルタウン・スタジアムと告知されていた。しかしその後、以下の通り延期がなされている。
- 2020年2月28日にAFCは、この試合を4月9日・4月14日に延期することを決定した[31]。
- 2020年3月9日にAFCは、この試合を6月4日・6月9日に延期する[32]（6月1日から10日が国際Aマッチ（女子）期間に指定されている[33]）と発表した。
- 2020年5月27日にAFCは、この試合を2021年2月19日・2月24日に延期すると発表した[34]。
- 2021年2月2日にAFCは、この試合を2021年4月8日・4月13日に延期すると発表した[35]。

| チーム #1      | 合計  | チーム #2      | 第1戦 | 第2戦          |
| -------------- | ----- | -------------- | ----- | -------------- |
| 韓国           | 3 - 4 | 中華人民共和国 | 1 - 2 | 2 - 2 （延長） |
| オーストラリア | 7 - 1 | ベトナム       | 5 - 0 | 2 - 1          |

| 2021年4月8日 16:00 UTC+9 |

| 韓国 · （3次予選A組1位） | 1 - 2    | 中華人民共和国 · （3次予選B組2位） |
| 姜綵林 39分              | レポート | 张馨 33分 · 王霜 73分 (pen.)       |

| 高陽総合運動場, 高陽市 |

| 2021年4月13日 16:00 UTC+8 |

| 中華人民共和国   | 2 - 2 (延長) | 韓国                             |
| 王霜 69分, 104分 | レポート     | 姜綵林 31分 · 李孟闻 45分 (o.g.) |

| 蘇州オリンピック・スポーツセンター, 蘇州 |

2戦合計3-3（延長1-0）で中国が東京オリンピック出場
| 2020年3月6日 18:30 UTC+11 |

| オーストラリア · （3次予選B組1位）                                                   | 5 - 0    | ベトナム · （3次予選A組2位） |
| カー 10分, 80分 (PK) · ロガーゾ 27分 · ファン・エグモンド 38分 · ポルキンホーン 67分 | レポート |                              |

| マクドナルド・ジョーンズ・スタジアム, ニューカッスル |

| 2020年3月11日 18:00 UTC+7 |

| ベトナム            | 1 - 2    | オーストラリア        |
| フイーン・ヌー 55分 | レポート | カー 15分 · ラソ 27分 |

| カムファ・スタジアム, カムファ |

2戦合計7-1でオーストラリアが東京オリンピック出場

## 出場国
AFCからは以下の3チームが2020年東京オリンピックのサッカー競技・女子の出場資格を得る。
| チーム         | 決定日        | 夏季オリンピックサッカー競技出場歴 |
| -------------- | ------------- | ---------------------------------- |
| 日本           | 2017年9月14日 | 2大会ぶり5回目（開催国枠）         |
| 中華人民共和国 | 2021年4月13日 | 2大会連続6回目                     |
| オーストラリア | 2020年3月11日 | 2大会連続4回目                     |

### 大会規定
- “REGULATIONS for the Olympic Football Tournaments Games of the XXXII Olympiad Tokyo 2020”. アジアサッカー連盟公式サイト.  国際サッカー連盟. 2019年4月20日閲覧。